# Fábulas da Floresta Verde
Fábulas da Floresta Verde (em inglês; Fables of the Green Forest; em japonês: 山ねずみロッキーチャック (Yama Nezumi Rokkī Chakkum) traduzido como Rocky Chuck, o Rato da Montanha), é uma série de anime japonesa baseada em livros publicados entre 1910 e 1920 de Thornton W. Burgess.
Foram exibidos pela primeira vez através na Fuji Television em 7 de janeiro até 30 de dezembro de 1973 em 52 episódios.
Já no Brasil foi veiculado em meados dos anos 80 no SBT, durante o programa do Bozo e depois na TV Record, além da extinta TV Corcovado, canal 9, do Rio de Janeiro. Até hoje o desenho é lembrado por fãs em todos os países onde foi exibido. Em Portugal foi exibido na RTP1 em 1985 e repetiu em 1994 na RTP2 no bloco Um-Dó-Li-Tá.

## Enredo
A série é composta pelas aventuras de Rocky, uma marmota e sua companheira Polly na Floresta Verde. Eles fazem um monte de amigos entre os seus vizinhos, e todos trabalham juntos para evitar os ataques dos predadores diferentes que colocam-os em perigo, como o homem, a doninha e a raposa.

## Episódios
- 1. A Primavera na Floresta Verde
- 2. O Joca sai de casa
- 3. O Joca constrói uma casa
- 4. Grandes Pegadas na floresta
- 5. Ursolino chega à floresta
- 6. O monstro do Monte do Choupo
- 7. As travessuras do Quico
- 8. O castor vem para a Floresta Verde
- 9. Os quatro maçadores
- 10. Crispim, a codorniz
- 11. A vingança do Avelar
- 12. A porta secreta do Joca
- 13. O grande erro do Raposinho
- 14. A fuga espinhosa do Pompom
- 15. O Sr. Sapo leva uma lição
- 16. O Gugu quer voltar para a floresta
- 17. Ninguém derrota o Engenhocas
- 18. A história da Senhora Quá
- 19. Em busca do Senhor Quá
- 20. A Avó Raposa e o Raposinho
- 21. O Avelar acorda a floresta
- 22. Alvoroço na floresta
- 23. O Ursolino é herói
- 24. Mara escapa por pouco
- 25. O esconderijo do Faísca
- 26. O monstro do chapéu de palha
- 27. O Sr. Condor vem para a Floresta Verde
- 28. O segredo do Sr. Condor
- 29. O Sr. Coiote vem para a Floresta Verde
- 30. Coiote, o mais esperto da floresta
- 31. A garça Pernalta
- 32. A barragem nova do Engenhocas
- 33. O Gugu não tem casa
- 34. A viagem do Avô Rã
- 35. A Avó Raposa e o Coiote
- 36. As aventuras de Nestor
- 37. Perdido na floresta
- 38. O Raposinho e os carneiros
- 39. O Quico e o Avelar
- 40. A aventura do Joca
- 41. O erro do Tio Rodolfo
- 42. O Quico engaiolado
- 43. O Pompom muda de nome
- 44. O João apanha o Júnior
- 45. Incidente na Festa da Lua
- 46. A vaidade do Avelar
- 47. Os presentes do Ursolino
- 48. O Pompom quer hibernar
- 49. O Nestor e a neve
- 50. O Pompom e os pessegueiros
- 51. De quem são as outras pegadas?
- 52. A hibernação do Joca

## Personagens
- Rocky Chuck (uma marmota)
- Polly Chuck
- Peter Rabbit (um coelho)
- Sammy gaio-azul
- Josie lontra
- Jimmy (uma doninha fedorenta)
- Bobby Raccoon (um guaxinim. Ele veste calças amarelas e suspensórios no anime.)
- Bob Quail
- Chatterer Squirrel (um esquilo)
- Buster Bear (um urso negro)
- Reddy Fox (uma raposa)
- Rocky-papa
- Rocky-mama
- Johnny Chuck
- Grandpa Frog (um sapo)
- Paddy Beaver (um castor)

## Música
- Tema de Abertura: Midori no Hidamari de Micchī (Mitsuko Horie) e Chatterers
- Tema de Encerramento: Rocky to Polly (Rocky e Polly) de Micchī e Chatterers
- A abertura brasileira foi composta pelo Mário Lúcio de Freitas e cantada pela Sarah Regina.

## Elenco

### Dobragem Portuguesa
- Tradução: Teresa Reis
- Montagem: Nuno Vassalo
- Vozes:
- Avelar - António Feio
- Avô Rã - Carlos Daniel
- Pompom / Avó Raposa / João - Irene Cruz
- Mara - Isabel Ribas
- Gugu / Engenhocas - João Lourenço
- Raposinho / Faísca / Ratola - João Perry
- Quico / Tio Rodolfo - José Gomes
- Joca - Luísa Salgueiro
- Direcção: João Lourenço
- Som: Virgílio Luz, Carlos Peres
- Direcção de dobragem: João Fernandes Mota[2]

### Dublagem Brasileira
- Arthur - Leda Figueiró
- Direção: Mário Lúcio de Freitas
- Canção de Abertura: Sarah Regina
- Estúdio: Gota Mágica